# Иван Костов
Вижте пояснителната страница за други личности с името Иван Костов.
Иван Йорданов Костов е български политик, като министър-председател на България е начело на правителството в периода 1997 – 2001 г.
Лидер е на Съюза на демократичните сили (СДС) от 1994 до 2001 г. и на Демократи за силна България (ДСБ) от 2004 до 2013 г. Народен представител е в VII велико народно събрание и в XXXVI, XXXVII, XXXVIII, XXXIX, XL и XLI народно събрание.

## Биография

### Произход и образование
Роден е на 23 декември 1949 г. в София в семейството на Йордан Генков (1920 – 2012) и Поликсена Димитрова (1922 – 2005). През 1967 г. завършва средно образование в 18 СПУ „Кирил и Методий“, след което е работник в Слаботоковия завод „Климент Ворошилов“ и аеролог в Института по хидрология и метеорология.
През май 1970 г. Костов кандидатства в конкурс на БГА „Балкан“ за летци и авиодиспечери и след проведените през юни – юли медицински прегледи и психотехнически тестове се класира сред избраните 15 летци от 600 кандидати. В края на август заминава за Кременчуг, УССР, където месец и половина учи в Кременчугското летателно училище на гражданската авиация.
Напуска авиационното училище, след като е приет от резервите във Висшия икономически институт „Карл Маркс“ (ВИИ) (сега Университет за национално и световно стопанство) в София. През 1974 г. се дипломира със специалност „Политическа икономия“. След дипломирането си за кратко е началник на плановия отдел на Завода за преработка на хартия в кв. „Гара Искър“, след което се връща във ВИИ като асистент.

### Научна и преподавателска дейност
От януари 1975 г. Иван Костов е асистент във ВИИ „Карл Маркс“, а от 1979 г. – старши асистент в катедра „Политическа икономия“ на Центъра по идеологически дисциплини във Висшия машинно-електротехнически институт „Владимир Илич Ленин“ (днес Технически университет), София. Във връзка с назначаването му за старши асистент за Костов са писани доноси, в които е обвинен, че отхвърля икономическите схващания на Тодор Живков. В проверката на доносите, извършена от ръководителя на катедрата проф. Алексиев, се казва: „Иван Й. Костов е политикономист с твърде солидна подготовка и широки интереси. Той познава много добре произведенията на класиците на марксизма-ленинизма и е убеден марксист и защитник на нашата социалистическа система“.
През 1981 г. Костов завършва и второ висше образование в Софийския държавен университет със специалност „Математическо моделиране на икономическите процеси“. През същата година става главен асистент. В периода 1981 – 1982 г. Иван Костов е слушател в Института за повишаване на квалификацията в Москва. През 1984 г. защитава във ВИИ дисертация на тема „Икономически растеж, структура и фактори в производствената сфера“ за научната степен кандидат на икономическите науки (сега доктор по икономика). Костов кандидатства за доцентска длъжност, но се сблъсква с категоричното изискване да е член на Българската комунистическа партия. Поради тази причина подава молба за членство в БКП, на която обаче получава отказ.
През 1980-те години Иван Костов е автор на научни публикации и монографии в областта на политическата икономия, факторния и клъстърен анализ в икономическите изследвания, сравнителните изследвания на икономическото развитие, динамичните модели в икономиката. Като научен консултант на Научноизследователския институт по прогнозиране на социално-икономическото развитие участва в разработването на прогнози за развитието на Националния стопански комплекс за нуждите на Държавната планова комисия и Министерския съвет. През този период той активно е разработван от „Държавна сигурност“ за възгледите му за пазарната икономика, определени като антикомунистически.
През 1986 г. Иван Костов става член на Специализирания научен съвет на Центъра по идеологически дисциплини във ВМЕИ „Ленин“.
През 1992 г., когато вече е министър на финансите, Иван Костов е избран за доцент в катедра „Теория на пазарното стопанство“ на Стопанския факултет на Техническия университет.

### Политическа дейност

#### Ранна политическа кариера (1989 – 1994)
На 30 ноември 1989 г. в-к „Работническо дело“ публикува статия на Иван Костов, озаглавена „Никаква отсрочка“, в която той се обръща към управляващия елит с призиви за радикална реформа, а не „стабилизационна програма“. В статията той изтъква 2 непреодолими пречки пред „катастрофиралата командно-административна система“ – неспособност да се създаде ефективна организация на труда, както и неспособност икономиката да се трансформира в постиндустриална.
На Кръглата маса Костов първоначално е консултант на тогавашния казионен профсъюз, като е предложен за депутат във Великото народно събрание, като експерт на левицата, но кандидатурата му не е приета. Впоследствие се пренасочва към Съюза на демократичните сили, като според някои източници това става по препоръка на Андрей Луканов. Избран е за народен представител в VII велико народно събрание през 1990 г. с листата на СДС. Председател е на икономическата комисия.
В края на 1990 г. Иван Костов става министър на финансите и е сред тримата представители на СДС (заедно с Димитър Луджев и Иван Пушкаров) в коалиционното правителство на Димитър Попов. Убеждава групата на СДС във ВНС да гласува за Тодор Вълчев като управител на БНБ. Остава на този пост и в правителството на СДС, начело с Филип Димитров.

#### Начело на опозицията (1994 – 1997)
След загубата на изборите през 1994 г. Филип Димитров подава оставка като лидер на СДС и на негово място е избран Иван Костов.

#### Министър-председател (1997 – 2001)
През 1997 г., след сериозна финансова и икономическа криза, довела до хиперинфлация, правителството на Българската социалистическа партия (БСП) с министър-председател Жан Виденов пада от власт в средата на мандата си от 4 години. На последвалите парламентарни избори Обединените демократични сили (ОДС) – коалиция, водена от Иван Костов, печелят мнозинство в българския парламент, и той заема поста министър-председател на Република България.
Кабинетът е изправен пред трудната задача да поднови забавените от кризата икономически и социални реформи в България. Костов е първият министър-председател след 1989 г., който остава на поста за пълен 4-годишен мандат. Правителството на Иван Костов стабилизира финансовата система, провежда мащабна, повсеместна приватизация и поставя началото на период на устойчив икономически растеж.
По време на управлението си правителството многократно търпи обвинения от политическите си опоненти в корупция, клиентелизъм и незаконни приватизационни сделки. Основната част от обвиненията са насочени към продажби на минимална стойност на предприятия от т.нар. „Виденов списък за ликвидация и изолация“. Такива са БГА „Балкан“, Кремиковци АД, Видахим и други.
Във външната си политика правителството продължава линията към членство в Европейския съюз. На 10. декември 1999 г. България получава покана да започне преговори за присъединяване, които стартират през февруари 2000 г. Правителството подава молба за членство в НАТО през същата година. През 1999 г. по време на войната в Косово, въпреки оглавените от БСП обществени протести, правителството решава да предостави въздушното пространство на България на авиацията на НАТО за удари срещу Съюзна република Югославия. Същевременно кабинетът отказва на Русия въздушен коридор, за да дебаркира със свой контингент на летището в Прищина, и не допуска бежанци от конфликта в Косово да получат убежище в България.
По негово време в Либия са задържани 6 български медици, обвинени за умишлено заразяване на деца с вируса на СПИН. Тогавашният шеф на Националната разузнавателна служба ген. Димо Гяуров заявява по bTV в началото на 2007 г., че месец преди арестите е предупредил кабинета какво се готви. Започва съдебен процес срещу тях, придобил особена популярност в последвалите години поради издадените смъртни присъди. По повод вече предявените обвинения за заразяване със СПИН към 5-те сестри и лекаря в публичното пространство се тиражира предполагаемата фраза на Костов за медиците: „Ами ако са виновни?!“. По-късно Костов и правителството търпят критики, че не е обърнато сериозно внимание в началото на процеса и престъпно са бездействали. Костов не се среща с Муамар Кадафи, въпреки че е изрично призован за това от Надежда Михайлова в докладна записка от края на 1999 г. През февруари 2002 г. Народният съд на Либия прекратява делото за заговор срещу държавата, поради липса на доказателства. През следващите години срещу медиците са започнати нови дела, които довеждат до издаване на смъртни присъди.
На 2 март 2001 г. по време на среща с представители на световната интернет общност обявява решение за компютризация на българските училища с парите, получени от втория GSM-лиценз. Решението на кабинета му е отменено от министъра на финансите в кабинета „Сакскобургготски“ – Милен Велчев. Иван Костов е член на „Интернет общество – България“ от 2 март 2001 г.
Костов налага виждането си и обединява коалицията Съюз на демократичните сили, като я регистрира като политическа партия със същото име Съюз на демократичните сили през 1998 г., но скоро след падането от власт през 2001 г. в партията настъпват необратими процеси на разцепление.
По време на своето управление Костов получава от медиите прозвището Командира. Политическите му противници считат управлението му за еднолично, докато неговите поддръжници одобряват категоричната му политическа позиция по спорни въпроси.

#### Демократи за силна България
На проведените парламентарни избори в България през юни 2001 г. ОДС получава около 18% от гласовете. Победител е създаденото 2 месеца по-рано Национално движение Симеон Втори (НДСВ). Иван Костов подава оставка като председател на СДС.
След загубата на изборите Костов в продължение на около 2 години се въздържа от медийни изяви и не се изказва от парламентарната трибуна. Най-често тиражираното обяснение за поведението му през периода е, че той е обиден на българските избиратели, задето не са подкрепили ОДС. През 2003 г. в интервю за bTV Костов отрича това и обяснява мълчанието си с умора от 4-годишното управление. Единственото си публично изказване в този период Костов прави на XIII национална конференция на СДС. В него той заявява, че няма да променя позициите си спрямо моментните настроения на избирателите и нарича българите „народ в кавички“.
През 2003 г., след неуспешен опит да си върне лидерството в разпадащото се СДС, Иван Костов заедно с привърженици напуска партията, а през 2004 г. сформира и оглавява Демократи за силна България (ДСБ). На изборите през 2005 г. партията влиза самостоятелно в Народното събрание и има своя парламентарна група първоначално от 17 депутати.
Преди изборите за Европейски парламент през 2009 г. ДСБ и СДС сключват съюз и Иван Костов става съпредседател (заедно с Мартин Димитров) на новосъздадената коалиция от партии, наречена Синята коалиция. В XLI народно събрание е съпредседател на парламентарната група на Синята коалиция, както и член и ротационен председател на Комисията за контрол на ДАНС.
На извънредните парламентарни избори на 12 май 2013 г. коалицията Демократи за силна България и Български демократичен форум (ДСБ, БДФ) не успява да премине 4-процентовата бариера и не намира място в XLII народно събрание. По тази причина Националното ръководство на ДСБ, начело с Костов, подава оставка на 13 май 2013 г.

### Оттегляне от политиката
След оттеглянето си от активна политическа дейност, през 2013 г. Костов основава Лаборатория за управление на рискове (ЛУР) към Нов български университет (НБУ), която се занимава с политически анализи и прогнози. През 2019 г. той обявява, че лабораторията прекратява съществуването си.

## Скандали

### Фондация „Сапио“
На 24 март 1992 г. Костов в качеството си на министър на финансите в правителството на Филип Димитров подписва разрешение, с което фондация „Сапио“ може да осъществява безмитен внос на стоки. В резултат огромно количество стоки са внесени безмитно в България от бившия депутат от СДС във Великото народно събрание Ясен Златков. Няколко месеца по-късно в пресата се появяват обвинения, че разрешението е издадено в нарушение на въведения през февруари 1992 г. данъчен режим за фондации. По въпроса се шуми многократно през годините, но след прокурорски проверки не се стига до официално обвинение към Костов от страна на прокуратурата. Случаят става известен като аферата „Сапио“.

### Фондация „Демокрация“
Скандалът с Фондация „Демокрация“ започва през 2003 г., 20 дни преди местните избори същата година, с публикация на руския бизнесмен Майкъл Чорни във в-к „Труд“. В нея изгоненият от България като заплаха за националната сигурност Майкъл Чорни обвинява бившия премиер Иван Костов, че през 2001 г., малко преди парламентарните избори, го е изнудвал за пари.
10 дни преди парламентарните избори през 2001 г. във фондация „Демокрация“ постъпва дарение от $189 000 (след данъци) от регистрираната в Кипър офшорна фирма „Ромент Трейдинг“. По-късно кипърски адвокат на фирмата прави изявление чрез в-к „Труд“, че е извършил банковия превод по нареждане на бизнесмена Майкъл Чорни. Самият Чорни намеква, че е бил изнудван. От фондацията твърдят, че произходът на сумата е проверяван от Бюрото за финансово разузнаване и няма данни, че Майкъл Чорни е дарител. 4 години по-късно от фондацията, позовавайки се на документи от Министерството на търговията, индустрията и туризма на Кипър, доказват, че Чорни не е собственик на фирмата, превела въпросното дарение, а Майкъл Чорни съобщава, че е прехвърлил парите, за да злепостави Костов.

## Награди и отличия
- През декември 2008 г. Иван Костов е удостоен с първия „Почетен знак за човеколюбие и благотворителни дела“ на Българския червен кръст.

## Семейство
През 1974 г. Иван Костов се венчава в Драгалевския манастир за Елена Григорова (р. 16 юли 1949), с която се запознава през 1967 г., по време на работата си в Слаботоковия завод. Двамата имат 2 дъщери – Яна и Мина, 2-ма внуци – Иван и Виктор, и 1 внучка – Емма.